# 만약에 박스
만약에 박스(일본어: もしもボックス)은 도라에몽의 비밀도구의 도구 중 하나이다. 전화 부스 내부의 전화기에다 "만약에 ~한다면"이라고 소원을 빌게 되면 세계가 말한 대로 바뀌며 원래대로 돌리는 것도 가능하다.